# Initiative populaire fédérale suisse pour les glaciers
L'initiative populaire « Pour un climat sain (initiative pour les glaciers) » est une initiative populaire fédérale suisse déposée le 27 novembre 2019. Elle demande que les émissions de gaz à effet de serre de la Suisse soient réduites au zéro net en 2050. Elle a fait l'objet d'un retrait conditionnel le 5 octobre 2022 au profit du contre-projet indirect adopté par les deux chambres du Parlement suisse le 30 septembre 2022. L'UDC, seul parti opposé à la nouvelle loi, a annoncé qu'elle allait récolter des signatures en vue d'un référendum. Le texte est soumis au vote populaire le 18 juin 2023. La loi obtient 59,1% des voix et est donc adoptée.  

## Contenu
L'initiative demande que la Confédération et les cantons suisses s'engagent, en Suisse et sur le plan international, pour limiter les risques et les effets du changement climatique. La neutralité carbone doit être atteinte en 2050 au plus tard, et les émissions résiduelles de gaz à effet de serre devront être neutralisées grâce à des puits de gaz à effet de serre. Les carburants et combustibles fossiles ne doivent plus être utilisés en Suisse à partir de 2050. La loi doit déterminer la trajectoire de réduction des émissions de gaz à effet de serre jusqu'en 2050, avec établissement d'objectifs intermédiaires. 

## Déroulement

### Contexte historique
Les initiants s'inscrivent dans la lignée de l'accord de Paris sur le climat et entendent permettre la Suisse adopte les mesures nécessaires pour les appliquer. L'initiative a été lancée à l'origine par un journaliste, Marcel Hänggi, qui avait été choqué que la conseillère fédérale Doris Leuthard lui dise qu'à son avis, l'accord de Paris ne serait pas appliqué, ni par la Suisse, ni par les autres pays signataires.  

### Récolte des signatures
L'initiative est lancée par l'Association suisse pour la protection du climat, créée pour l'occasion et volontairement indépendante des partis politiques. La récolte des 100 000 signatures débute le 10 mai 2019. L'initiative est déposée le 27 novembre 2019 auprès de la Chancellerie Fédérale.  

### Discussions
Le Conseil fédéral suisse ne remet pas en cause l'objectif de la neutralité carbone en 2050, mais estime que certaines mesures prévues par l'initiative sont excessives, surtout l'interdiction d'utilisation des combustibles fossiles à compter de 2050. Il souhaite également prendre davantage en compte les besoins spécifiques des régions de montagne et des régions périphériques moins bien desservies par les transports publics, ainsi que la viabilité économique et les besoins des services de sécurité. Il propose donc un contre-projet direct en septembre 2020 qui est mis en consultation pendant 3 mois. Les initiants ainsi que les Verts estiment ce contre-projet insuffisant, en raison notamment de la renonciation à l'interdiction des combustibles fossiles.       
En août 2021, le Conseil fédéral recommande le rejet de l'initiative au profit du contre-projet direct. En octobre 2021, l'initiative est examinée par la Commission de l'environnement, de l'aménagement du territoire et de l'énergie du Conseil national suisse. Celle-ci décide d'opposer un projet de loi (contre-projet indirect) à l'initiative. Ce contre-projet indirect est adopté par ladite commission le 25 avril 2022. Le  30 septembre 2022, le Parlement suisse adopte finalement le contre-projet indirect sous le nom de loi fédérale sur les objectifs en matière de protection du climat, sur l'innovation et sur le renforcement de la sécurité énergétique (LCI). Le comité d'initiative décide alors le 5 octobre 2022, après consultation de ces membres, un retrait conditionnel de l'initiative. Il estime en effet que compte tenu de l'urgence climatique, un contre-projet sous forme de loi, directement applicable, est préférable à un article constitutionnel qui exigera une loi d'application, ce qui entrainera un délai supplémentaire. La nouvelle loi va selon lui « dans la bonne direction » et comprend des objectifs intermédiaires, des subventions pour le remplacement des chauffages et l'isolation des bâtiments, et le soutien aux entreprises établissant des feuilles de route « zéro émission nette ».